# All-Ireland Senior Football Championship 1986
L'All-Ireland Senior Football Championship 1986 fu l'edizione numero 100 del principale torneo di calcio gaelico irlandese. Kerry batté in finale Tyrone ottenendo la terza vittoria consecutiva, ma l'ultima fino al 1997.

## Semifinali
| Dublino 17 agosto 1986 | Tyrone | 1-12 – 1-09 | Galway | Croke Park |

| Dublino 24 agosto 1986 | Kerry | 0-12 – 2-13 | Meath | Croke Park |

### Finale
| Dublino 21 settembre 1986 | Kerry | 2-15 – 1-10 | Tyrone | Croke Park (68628 spett.) |